# Diporeia hoyi
Diporeia hoyi is een vlokreeftensoort uit de familie van de Pontoporeiidae.